# Napoleone di Voltaggio
Napoleone di Voltaggio (Voltaggio, ... – Genova, ...; fl. XIII secolo) è stato un politico e nobile italiano.

## Biografia
Apparteneva alla famiglia ligure di piccola nobiltà dei Voltaggio (anche menzionata come Vultaggio e Ottaggio), che diede alla repubblica di Genova diverse figure di rilievo tra la fine del XII secolo e la metà del XIII secolo (tra queste Guglielmo di Voltaggio, diplomatico e maestro e commendatore dell'Ordine di San Giovanni e Nicolò di Voltaggio, console per il "palazzo di mezzo").
Citato anche negli Annali del Caffaro, nel 1249, sotto il podestà Alberto da Malavolta di Bologna è Console de' placiti o delle cause forensi "per li cittadini et li borghesi" della Repubblica di Genova (chiamati anche consoli "del palazzo di mezzo") assieme a Oberto Galetta (il fratello Nicolò aveva già ricoperto la medesima carica nel 1248). Nel 1263 è uno degli otto nobili del podestà e lo stesso anno su incarico del podestà Leazzaro dei Leazzari di Bologna, è inviato in delegazione a Roma da papa Urbano IV assieme a Guido Spinola, Simone Streggiaporco e al cancelliere Oberto Barbero da Rapallo. La delegazione tornò nel giugno dello stesso anno a Genova assieme all'inviato papale Prospero, arcivescovo di Torres e legato della sede apostolica in Lombardia, in Liguria e nelle isole di Sardegna e Corsica . Dell'oggetto di questa delegazione, concernente i rapporti tra la Repubblica di Genova ed il papato, nonché le dispute con la Repubblica di Venezia cagionate dalla guerra di San Saba, ha fornito un ragguaglio Odorico Rinaldi.